# 2013 VIXX GLOBAL SHOWCASE THE MILKY WAY
"2013 VIXX GLOBAL SHOWCASE THE MILKY WAY"는 대한민국의 음악 그룹 빅스의 첫 번째 쇼케이스 투어이다.

## 투어 일정
| 날짜                    | 도시         | 국가       | 장소                    |
| ----------------------- | ------------ | ---------- | ----------------------- |
| 아시아                  |              |            |                         |
| 2013년 10월 20일        | 쿠알라룸푸르 | 말레이시아 | HGH 컨벤션 센터         |
| 2013년 10월 23일        | 대판         | 일본       | 오사카 국제 컨벤션 센터 |
| 2013년 10월 25일        | 동경         | 일본       | 나카노 선 플라자        |
| 유럽                    |              |            |                         |
| 2013년 11월 2일         | 스톡홀름     | 스웨덴     | 오스카 극장             |
| 2013년 11월 3일         | 밀라노       | 이탈리아   | 라이브클럽 밀라노       |
| 북아메리카              |              |            |                         |
| 2013년 11월 6일         | 달라스       | 미국       | 버라이존 극장           |
| 2013년 11월 10일        | 로스앤젤레스 | 미국       | 클럽 노키아             |
| 아시아                  |              |            |                         |
| 2013년 11월 17일        | 서울         | 대한민국   | 올림픽 공원 체조경기장  |
| 유럽                    |              |            |                         |
| 2014년 2월 8일 (앙코르) | 베를린       | 독일       | C-Club                  |
| 2014년 2월 9일 (앙코르) | 파리         | 프랑스     | 팔레 드 도쿄            |

## 세트 리스트
- Opening VCR -
- 다칠 준비가 돼 있어
- 어둠 속을 밝혀줘
- Hyde

- Ment -
- 대답은 너니까

- Ment -

- VCR #2 -
- 사랑이라는 이름으로 (켄 Solo)

- VCR #3 -
- Fan Event (홍빈, 혁)

- VCR #4 -
- 껄렁 껄렁 (라비 Solo)

- VCR #5 -
- 제발 (레오 Solo)

- VCR #6 -
- Love Stoned (엔 Solo)

- VCR #7 -
- 저주인형

- Ment -
- Love Letter

- Ment -
- Super Hero
- Rock Ur Body

- Encore -
- 대.다.나.다.너

- Ending -